# Jake Talley
Jake Talley az Odaát (Supernatural) című televíziós sorozat kitalált szereplője, akit Aldis Hodge alakít. Jake a sorozat egyik mellékszereplője.

## Háttér
Jake egy Azazel által kiválasztott fiatalember, aki 23 évesen katonaként szolgált Irakban. Itt derült fény különleges képességére: mikor egyik társa egy autó alatt rekedt, Jake hatalmas erejével könnyedén hajította le róla a roncsot.

## 2. évad
Jake az évad végén tűnik fel, amikor egyik pillanatról a másikra Irakból egy amerikai kihalt városban találja magát. Itt találkozik néhány különleges képességű fiatallal: Sammel, Lily-vel, Andy-vel és Avával. Sam megpróbálja meggyőzni a férfit, hogy egy démon rabolta el őket, Jake ezt csak akkor hiszi el, amikor saját szemével lát egyet.
A férfit álmában Azazel látogatja meg, és elmondja neki, hogy meg kell ölnie társait, ugyanis csak így juthat ki a városból, mint igazi győztes. Jake így végez Avával, majd hosszas harc után Sammel is.
A volt katona ezután a démon parancsa szerint egy régi temetőben a Colttal felnyitja az Ördög kapuját, amikor is megjelenik Dean és a feltámadt Sam Winchester, valamint Ellen Harvelle és Bobby Singer. Jake megpróbálja új képességével, gondolatával rávenni Ellent, hogy ölje meg magát, ám ekkor Sam kegyetlenül lelövi, így a férfi meghal.